# Pressão crítica
Pressão crítica (Pc) é a pressão de vapor na temperatura crítica.